# Паллюо
Паллюо́ (фр. Palluaud) — коммуна во Франции, находится в регионе Пуату — Шаранта. Департамент — Шаранта. Входит в состав кантона Монморо-Сен-Сибар. Округ коммуны — Ангулем.
Код INSEE коммуны — 16254.
Коммуна расположена приблизительно в 430 км к югу от Парижа, в 140 км южнее Пуатье, в 34 км к югу от Ангулема.

## Население
Население коммуны на 2008 год составляло 274 человека.
| 1962 | 1968 | 1975 | 1982 | 1990 | 1999 | 2008 |
| ---- | ---- | ---- | ---- | ---- | ---- | ---- |
| 260  | 264  | 260  | 273  | 283  | 290  | 274  |

## Экономика
В 2007 году среди 174 человек в трудоспособном возрасте (15—64 лет) 124 были экономически активными, 50 — неактивными (показатель активности — 71,3 %, в 1999 году было 65,2 %). Из 124 активных работали 110 человек (63 мужчины и 47 женщин), безработных было 14 (6 мужчин и 8 женщин). Среди 50 неактивных 12 человек были учениками или студентами, 21 — пенсионерами, 17 были неактивными по другим причинам.

## Фотогалерея

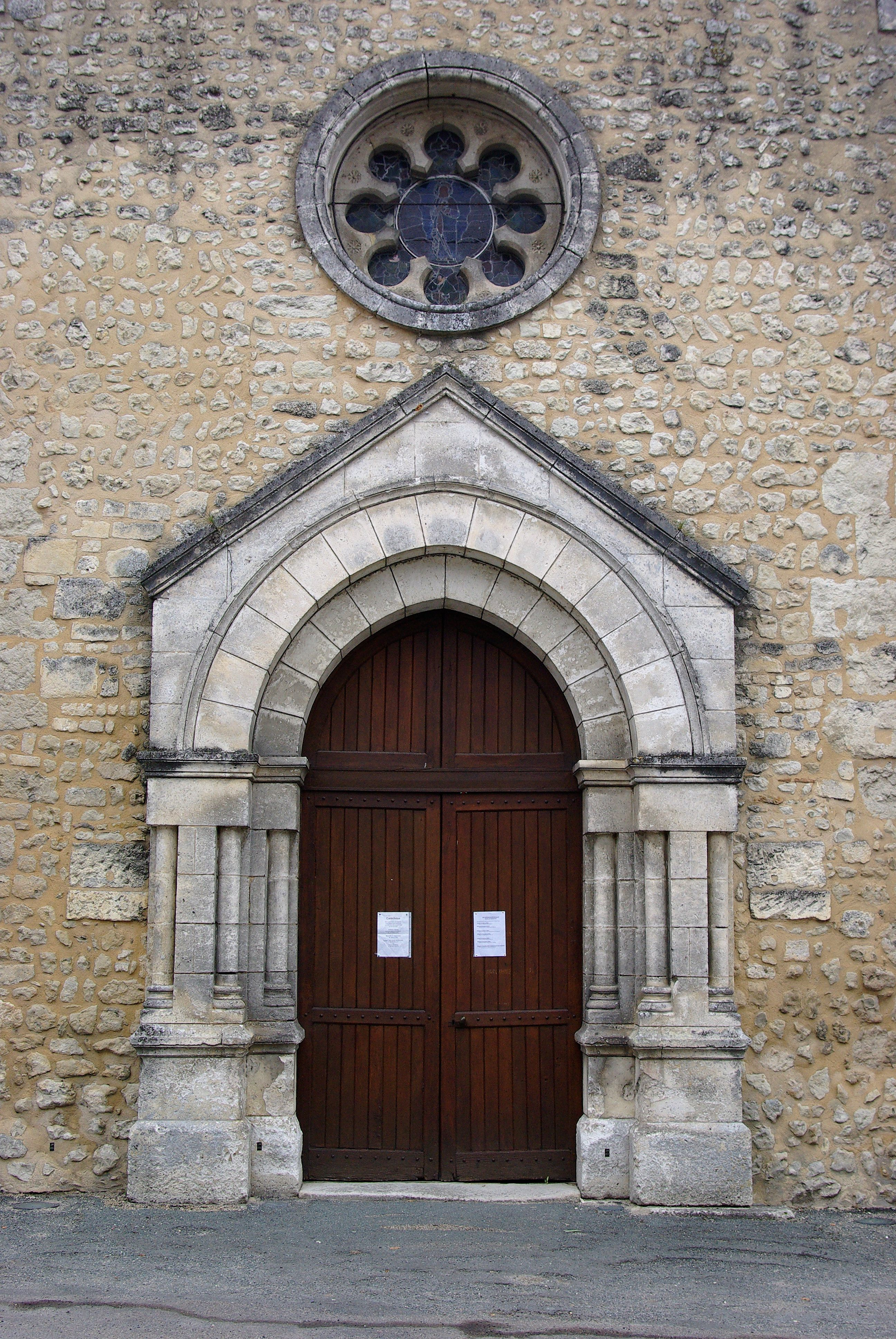
Портал церкви Сен-Сибар
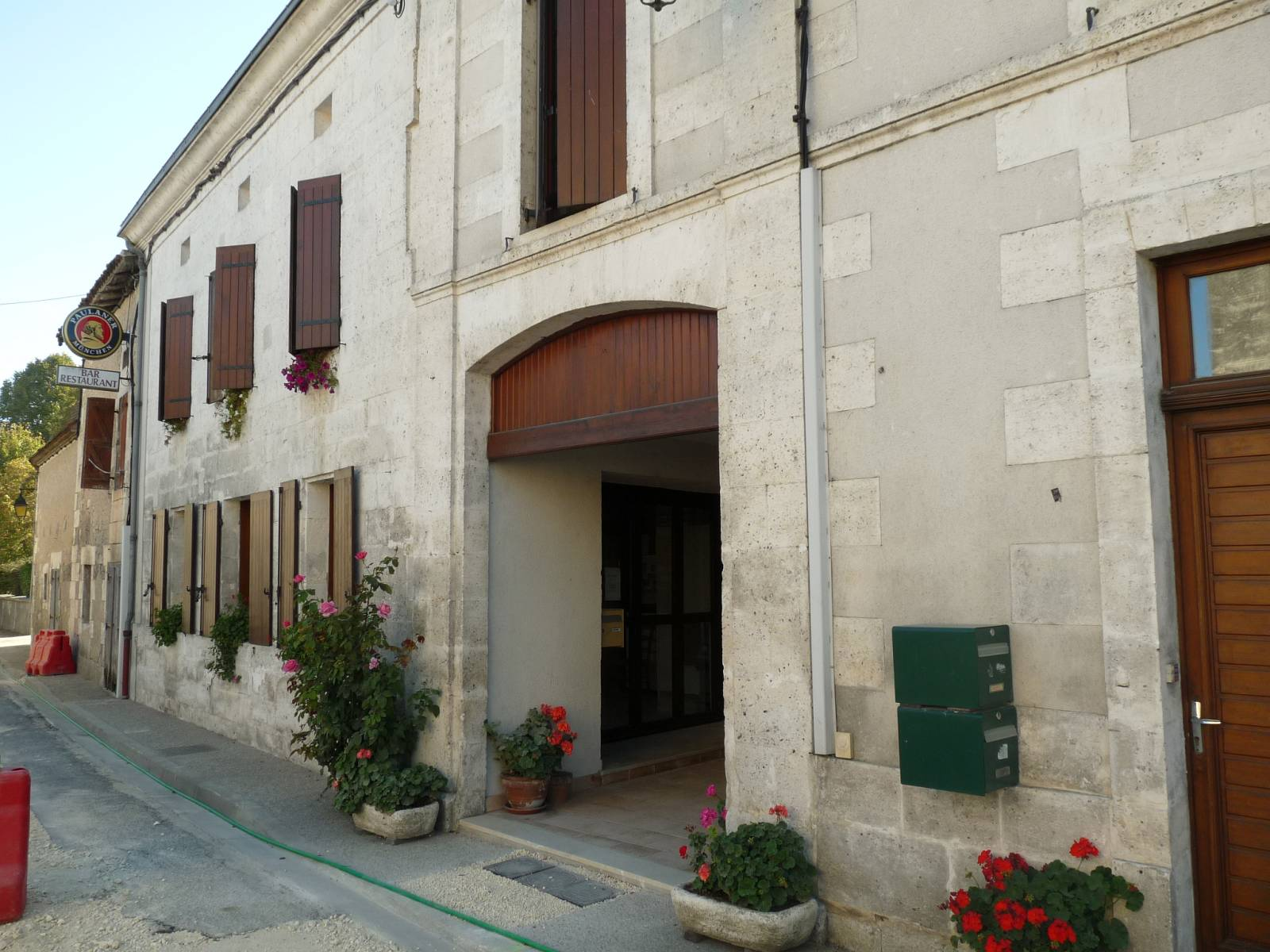
Мэрия
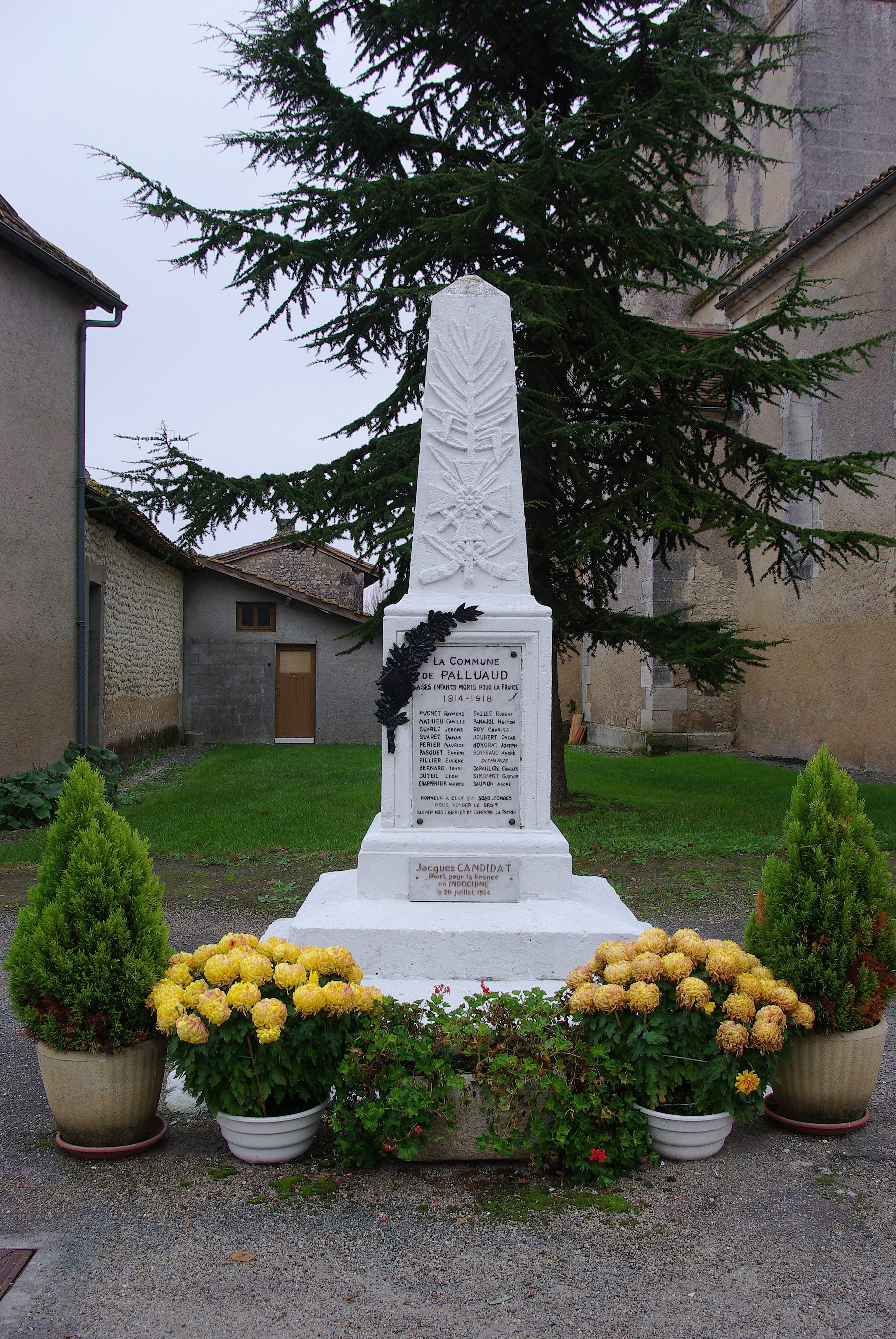
Военный мемориал